# Gooitske Marsman
Gooitske Marsman (Vlaardingen, 7 de abril de 1965) es una deportista neerlandesa que compitió en judo. Ganó una medalla de plata en el Campeonato Europeo de Judo de 1991 en la categoría de –56 kg.
Participó en los Juegos Olímpicos de Barcelona 1992, donde finalizó decimocuarta en la categoría de –56 kg.

## Palmarés internacional
| Campeonato Europeo | Campeonato Europeo     | Campeonato Europeo | Campeonato Europeo |
| Año                | Lugar                  | Medalla            | Categoría          |
| ------------------ | ---------------------- | ------------------ | ------------------ |
| 1991               | Praga (Checoslovaquia) | Medalla de plata   | –56 kg             |